# 662
662 (DCLXII) fue un año común comenzado en sábado del calendario juliano, en vigor en aquella fecha.

## Acontecimientos
- Childerico II asciende al trono de Austrasia.

## Nacimientos
- Kakinomoto no Hitomaro, poeta japonés (fecha aproximada).
- Emperador Ruizong de Tang.

## Fallecimientos
- Máximo el Confesor, teólogo bizantino.
- Godeperto, rey de los lombardos.